# حسینیه حاج منتصر الملک

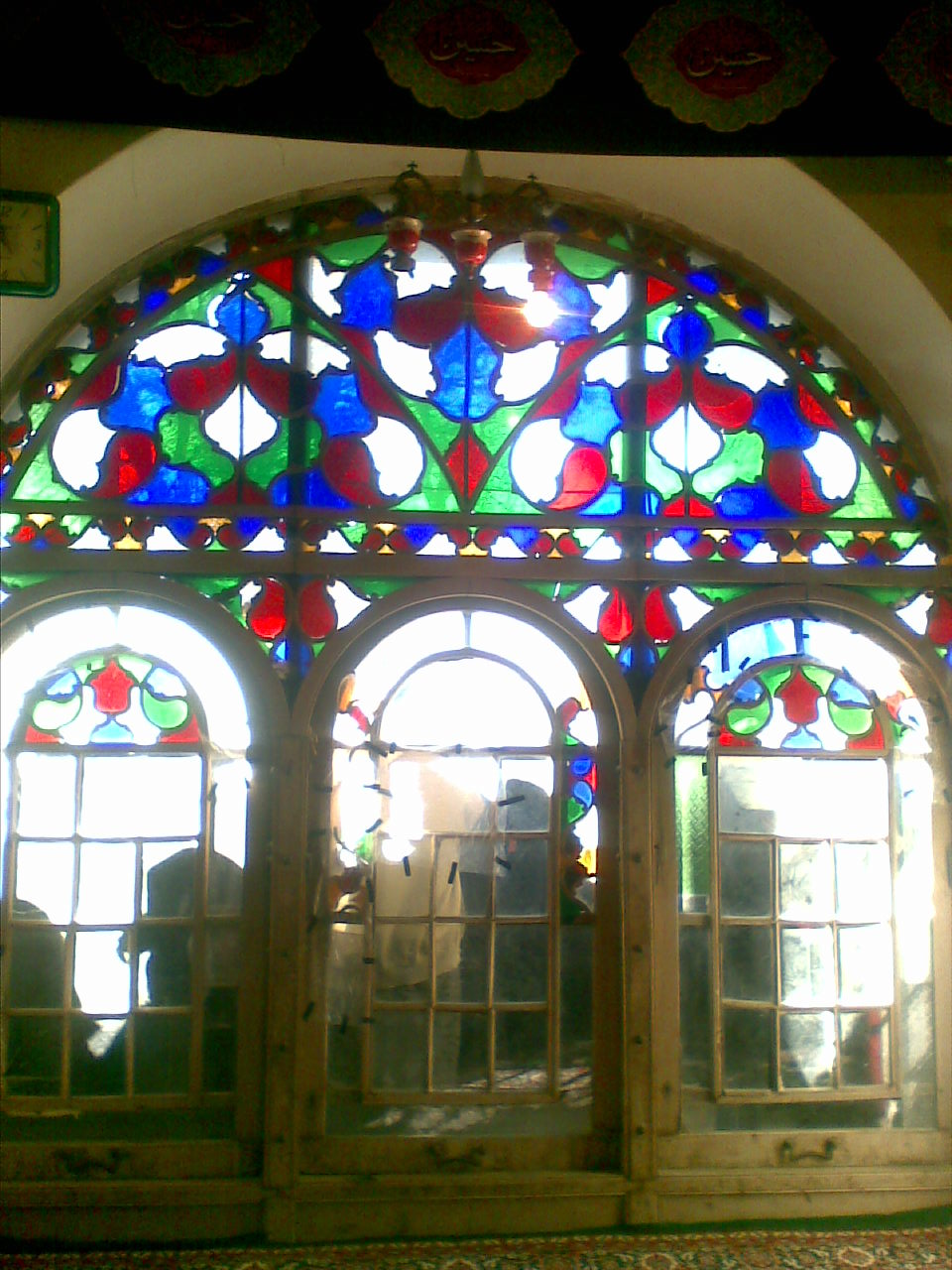
نمای پنجره ها از داخل

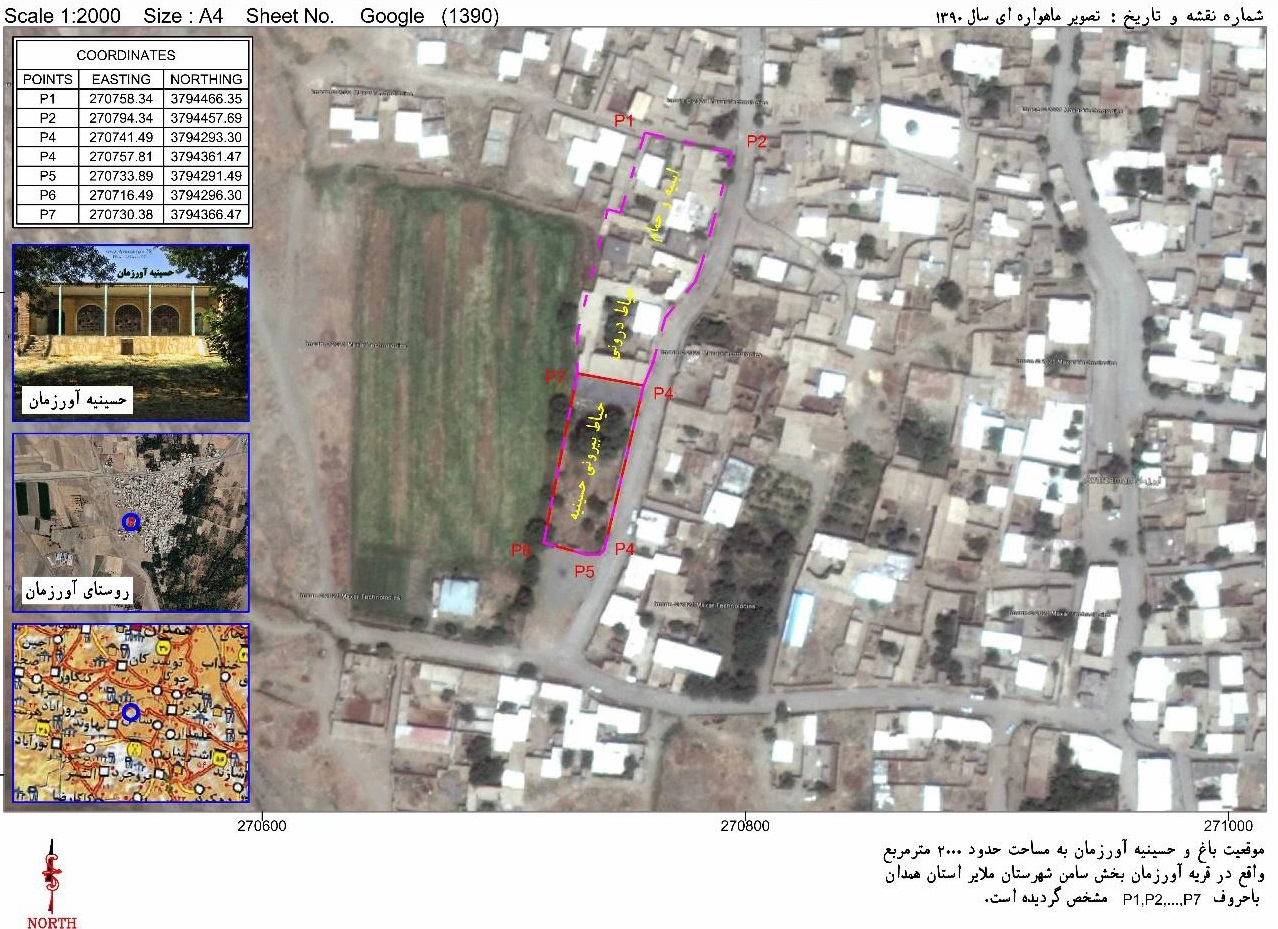
موقعیت حسینیه و بخش اندرونی و بیرونی خانه منتصر الملک

حسینیه حاج منتصر الملک  که بخش بیرونی خانه حاج پرویز خان ملقب به منتصر الملک میباشد.مربوط به دوره قاجار است و در شهرستان ملایر، بخش سامن، دهستان آورزمان، روستای آورزمان واقع شده و این اثر در تاریخ ۱۸ اسفند ۱۳۸۷ با شمارهٔ ثبت ۲۵۱۱۲ به‌عنوان یکی از آثار ملی ایران به ثبت رسیده است.
منتصرالملک جهت سکونت و محل عبادت خود و با استفاده از الگو بناهای قاجاریه و اثرات تبعی معماری اصفهان مبادرت به ساخت مجموعه ای وابسته و بهم پیوسته شامل حیاط بیرونی – حیاط اندرونی – حیاط طویله – حیاط آشپزخانه با کلیه تجهیزات مربوط شامل یک باب حمام با سبک و سیاق حمام گنجعلی خان کرمان و چاه آب و حوض های آب در وسط حیاط ها با سنگ های تراشیده و با استفاده از لوله ای سفالین به انضمام شبستانها، و برج و بارو و خانه های کارکنان و خدمه در مجاورت بنای اصلی و با طراحی و به دست معماران چیره دست و با استفاده از آجرهای کامل 20 × 20 سانتی متر و مصالح مرغوب  مانند ساروچ – آهک – گچ احداث گردیده است.